# Aloysius Bertrand
Aloysius Bertrand, eigentlich Louis-Jacques-Napoléon Bertrand (* 20. April 1807 in Ceva, Piemont, Italien; † 29. April 1841 in Dijon), war ein französischer Dichter.

## Leben und Schaffen
Mit Gaspard de la nuit (1842 postum veröffentlicht) führte er das Prosagedicht in die französische Literatur ein. Das Buch war eine Quelle der Inspiration für die symbolistischen Dichter. Lange unbekannt, wurde es von Charles Baudelaire und Stéphane Mallarmé entdeckt, gilt heute als Klassiker der poetischen und fantastischen Literatur und fand bedeutenden musikalischen Niederschlag in Ravels gleichnamigem Klavierstück. 2002 erschien eine Übersetzung seines Prosgedichtes Hauptmann Lazare in der Jahresschrift für Literatur Muschelhaufen.
Bertrand starb mit 34 Jahren an Tuberkulose.